# Colobostema leechi
Colobostema leechi is een muggensoort uit de familie van de Scatopsidae. De wetenschappelijke naam van de soort is voor het eerst geldig gepubliceerd in 1978 door Cook.